# Amfibie (organismer)
Amfibie (av klassisk grekiska amphi „båda“, „dubbel“, bios „liv“) är organismer som lever i vattnet och på land.
Exemple på amfibisk levande organismer:
- Groddjur – en klass ryggradsdjur, som antas ha utvecklats ur kvastfeningar
- Flodhästar
- Bävrar
- Slamkrypare
- olika växter som hittas i träskmarker